# Elek Bacsik
Pour les articles homonymes, voir Bacsik.
Elek Bacsik est un guitariste, violoniste et contrebassiste de jazz, né le 22 mai 1926 à Budapest (Hongrie) et mort le 14 février 1993 à Glen Ellyn dans l'Illinois (États-Unis).

## Biographie
Né le 22 mai 1926 à Budapest (Hongrie) dans une famille tzigane, il est inscrit au conservatoire de sa ville natale où il apprend le violon. Vers 1943, il apprend seul la guitare et enregistre des 78-tours dans différents ensembles à la guitare, au violon, à la basse ou au violoncelle, notamment dans le groupe de l'accordéoniste Mihály Tabanyi.
En 1949, il quitte définitivement la Hongrie et joue quelque temps en Autriche et en Suisse avec son ami le pianiste classique György Cziffra. Ensuite Bacsik s'installe pendant plus de deux ans au Liban, où il rallie des orchestres de danse tout comme de grands ensembles classiques. Il est repéré par des artistes italiens qui parlent de lui à leur retour en Italie. Renato Carosone fait appel à ses services dans la péninsule ; ainsi le trio Carosone devient quartette en 1951. Bacsik tient alors surtout la contrebasse, mais aussi la guitare et le violon. Ils enregistrent de nombreux 78-tours pour Pathé. Vers 1957, Elek se rend dans la péninsule ibérique ; il restera deux ans en Espagne, puis quelques semaines au Portugal.
En 1959, il arrive à Paris, où il peut jouer le jazz qu'il aime. Le pianiste afro-américain Art Simmons, qui l'avait vu jammer dans un club parisien, l'appelle pour compléter son trio au Mars Club, près des Champs-Élysées. Michel Gaudry était alors à la contrebasse. En France, Elek Bacsik travaillera à la fois avec des jazzmen (Kenny Clarke, Clark Terry, Dizzy Gillespie, Lou Bennett, Georges Arvanitas, Quincy Jones, Bud Powell, etc.) et des artistes de la chanson française (Barbara, Serge Gainsbourg, Claude Nougaro, Jacques Higelin, Jeanne Moreau, Juliette Gréco, Sacha Distel) s'établissant ainsi une réputation auprès du grand public. Ses reprises de "Take Five" et "Blue rondo à la turk" sont jouées en boucle à la radio et dans les booms.
Au printemps 1966, Elek Bacsik quitte la France pour les États-Unis. À New York, il fréquente la communauté tzigane, qui a beaucoup entendu parler de lui, et enregistre un disque en tant que premier violon d'un ensemble traditionnel tzigane hongrois (Zigani Ballet, chez Audio Fidelity). Il fait une tournée de plusieurs semaines au bouzouki avec le groupe du violoniste arménien Hrach Yacoubian, puis s'installe à Las Vegas. Il avait auparavant enregistré des thèmes de séries télévisées et probablement quelques disques avec des musiciens West coast (Tony Bennett, Andy Williams). On le verra aussi en tant que violoniste et guitariste au sein de l'orchestre d'Elvis Presley.
En 1974, Bob Thiele le fait revenir sur le devant de la scène en lui permettant d'enregistrer un album. Elek décide que ce sera au violon. Présenté au festival de jazz de Newport en 1974, ce disque intitulé I love you sera suivi en 1975 d'un nouvel album de compositions de Charlie Parker et Dizzy Gillespie jouées au violon électrique ou au violectra (Bird & Dizzy - A musical tribute). Ces deux disques permettent à Bacsik de se produire dans les casinos et cabarets de Las Vegas, mais ne parviendront pas à le faire sortir de l'anonymat dans lequel il s'enfonce. Il disparait du devant de la scène jazz pendant plus de quinze ans, devenant le premier violon et concertmaster du chanteur Wayne Newton.
En 1989, on lui permet de venir jouer au premier festival de jazz de Québec. Cela aurait pu être le début d'une nouvelle carrière puisque Bacsik reviendra en 1990 et 1991 pendant plusieurs mois pour jouer dans des clubs de jazz ou restaurants de Québec et de Montréal.
Mais en 1991, à Québec, un accident vasculaire cérébral l'invalide partiellement et l'empêche d'être autonome. Après plusieurs mois d'hôpital, pour des raisons de visa, il est rapatrié aux États-Unis. Il n'eut plus la capacité de jouer d'un instrument même s'il espéra toujours se rétablir. Transféré d'hôpitaux en hôpitaux, on lui diagnostiqua également un cancer des poumons. Très fortement affaibli par son invalidité et la chimiothérapie, il meurt à Glen Ellyn, près de Chicago, le 14 février 1993.
En avril 2015, une biographie, Elek Bacsik. Un homme dans la nuit, est publiée par sa fille biologique, Balval Ekel, chez Jacques Flament éditions.

## Discographie sélective

### Leader
- 1962 : The Electric Guitar of the Eclectic Elek Bacsik (Fontana) : à la guitare électrique
- 1963 : Guitar Conceptions (Fontana) : à la guitare électrique
- 1966 : Zigani Ballet (Audio Fidelity) : 1er violon d'un ensemble tzigane hongrois (non crédité sur la pochette)
- 1974 : I love you (Bob Thiele) : au violon, au violectra, et un blues à la guitare électrique
- 1975 : Bird & Dizzy, a musical tribute (Flying Dutchman) : au violon et au violectra

### Sideman (guitare)
- 1960 : Clark Terry, Si Le Vent Te Fait Peur (If The Wind Scares You) (Disques Swing, DRG Records)
- 1960 : Lou Bennett, Dansez et rêvez avec le trio Lou Bennett (RCA Victor)
- 1962 : Dizzy Gillespie, Dizzy on the French Riviera (Philips)
- 1963 : Serge Gainsbourg, Gainsbourg Confidentiel (Philips)
- 1963 : Serge Gainsbourg, Théâtre des capucines (Philips)
- 1966 : Jeanne Moreau, 12 chansons nouvelles (Jacques Canetti)